# Yōsui-Park

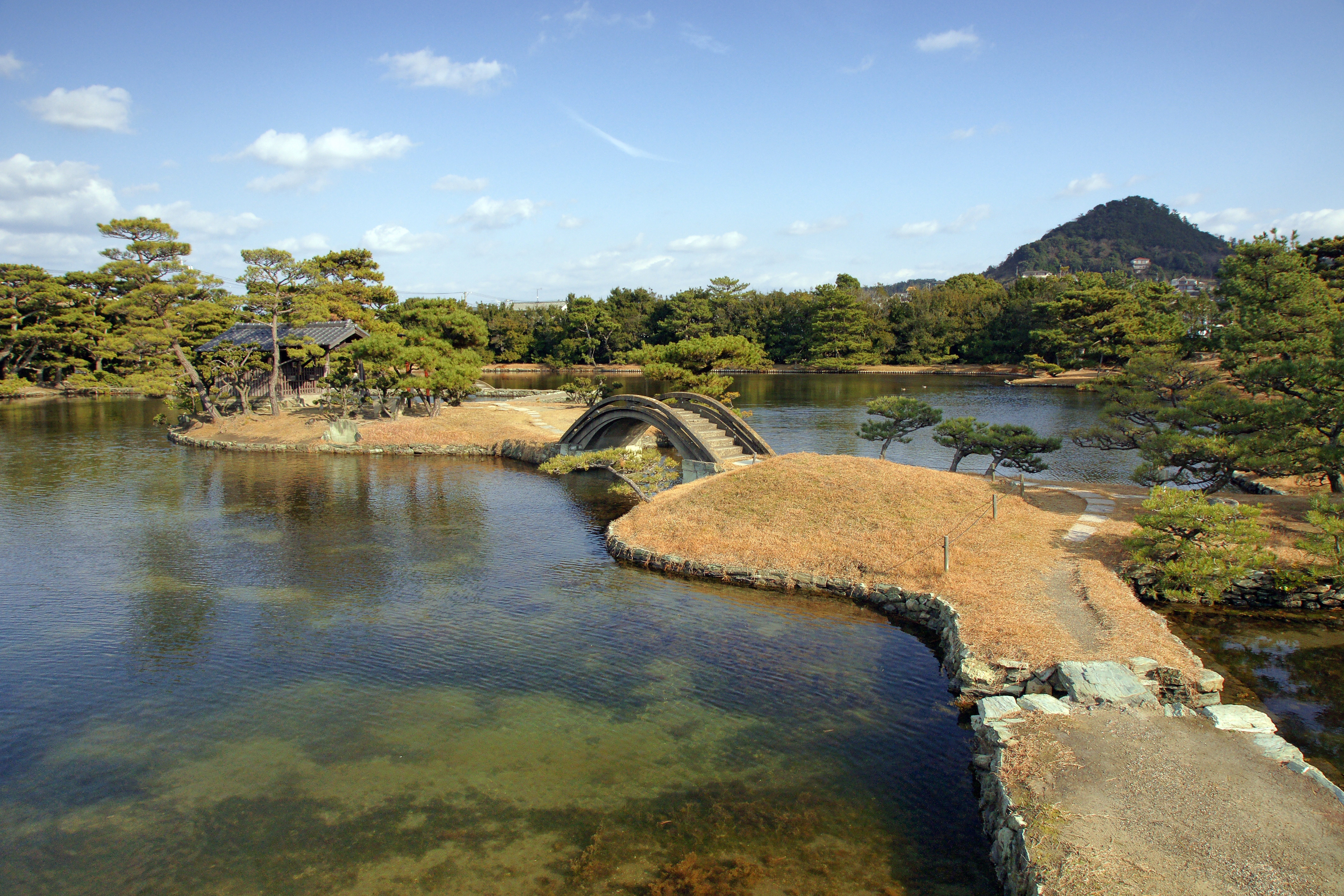
Trommelbrücke und Schrein auf der Insel

Der Yōsui-Park (japanisch 養翠園, Yōsuien) ist ein Wandelgarten in der Stadt Wakayama, Japan. Er ist innerhalb des kulturellen Erbes Japans als „Schöne Landschaft“ (名勝, meishō) klassifiziert.

## Der Park
Der Park wurde von Fürst Tokugawa Harutomi (徳川治寶), dem 10. Chef des Hauses des Kishū-han, 1818–1827 innerhalb des fürstlichen Gebietes Suiken goyōchi (水軒御用地) angelegt. Der Park mit einer Größe von 3,3 ha umschließt einen Teich von 1 ha. Er bot Platz für größere und kleinere Teehäuser, von denen das Yōsui-tei (養翠亭) und das nur zwei Tatamimatten große Jissai-an (実際庵) erhalten geblieben sind. Durch Landgewinnung ist der Blick aufs Meer verloren gegangen.

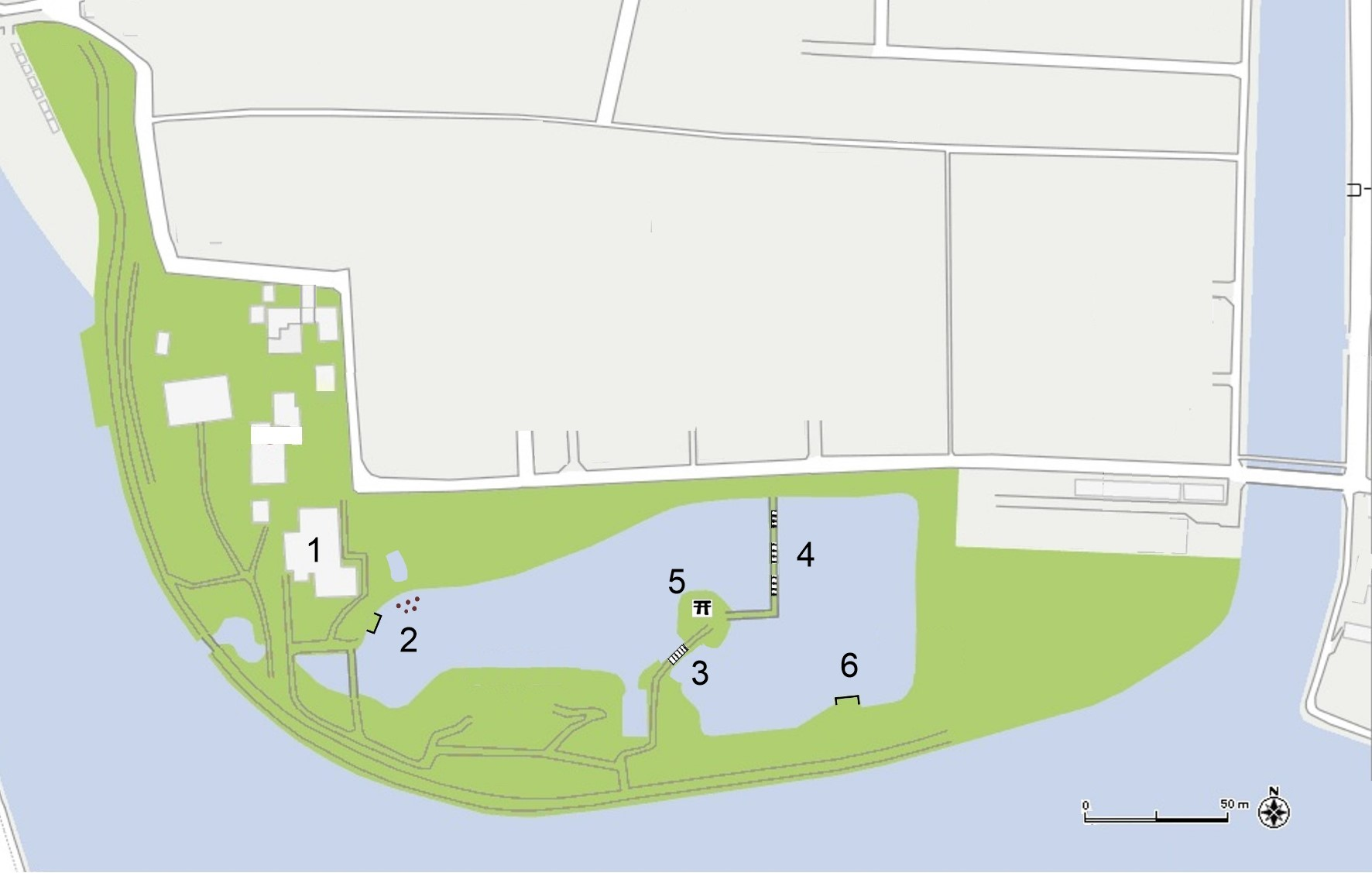
Plan des Parks

Der Park ist an der Küste angelegt und steht mit dem Meer in Verbindung. So hebt und senkt sich der Wasserstand im Teich mit Ebbe und Flut und verändert dabei seine Gestalt. Wie in anderen Wandelgärten wird das mystische China zitiert, hier mit seinen steinernen Booten, die auf dem Wege zum Berg Hōrai (d. i. Berg Penglai) sind. Aber auch das reale China kommt mit einem Zitat des langen Damms im Westsee zur Geltung. Schließlich gehört das Betrachten von wassernden und auffliegenden Enten zum Zeitvertreib.

## Einzelne Punkte
1. Das Yōsui-tei, der Hauptpavillon,
2. Bootsanlegestelle und „Nachts-schlafende-Steine“ (夜泊石, yodomari-ishi, yahakuseki),
3. „Trommelbrücke“ (太鼓橋, Taiko-hashi),
4. Drei Brücken (三ツ橋, mitsuhashi) des Dammes durch den Westsee,
5. Schrein für den Schutzgott (守護神, Shugo-kami) des Parks und
6. der „Entenplatz“ (鴨寄せ, kamo-yose).

## Bilder

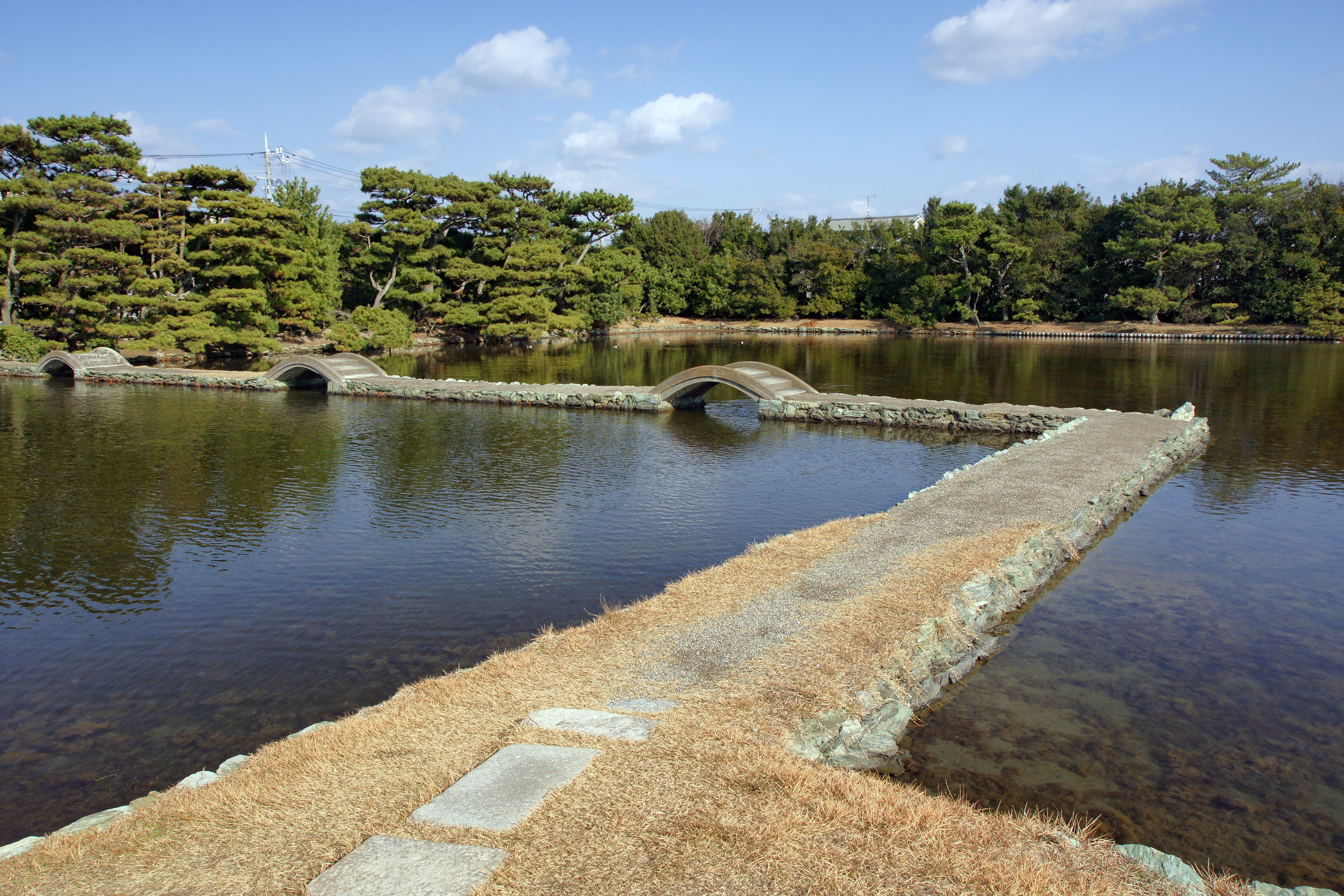
Die Drei  Brücken
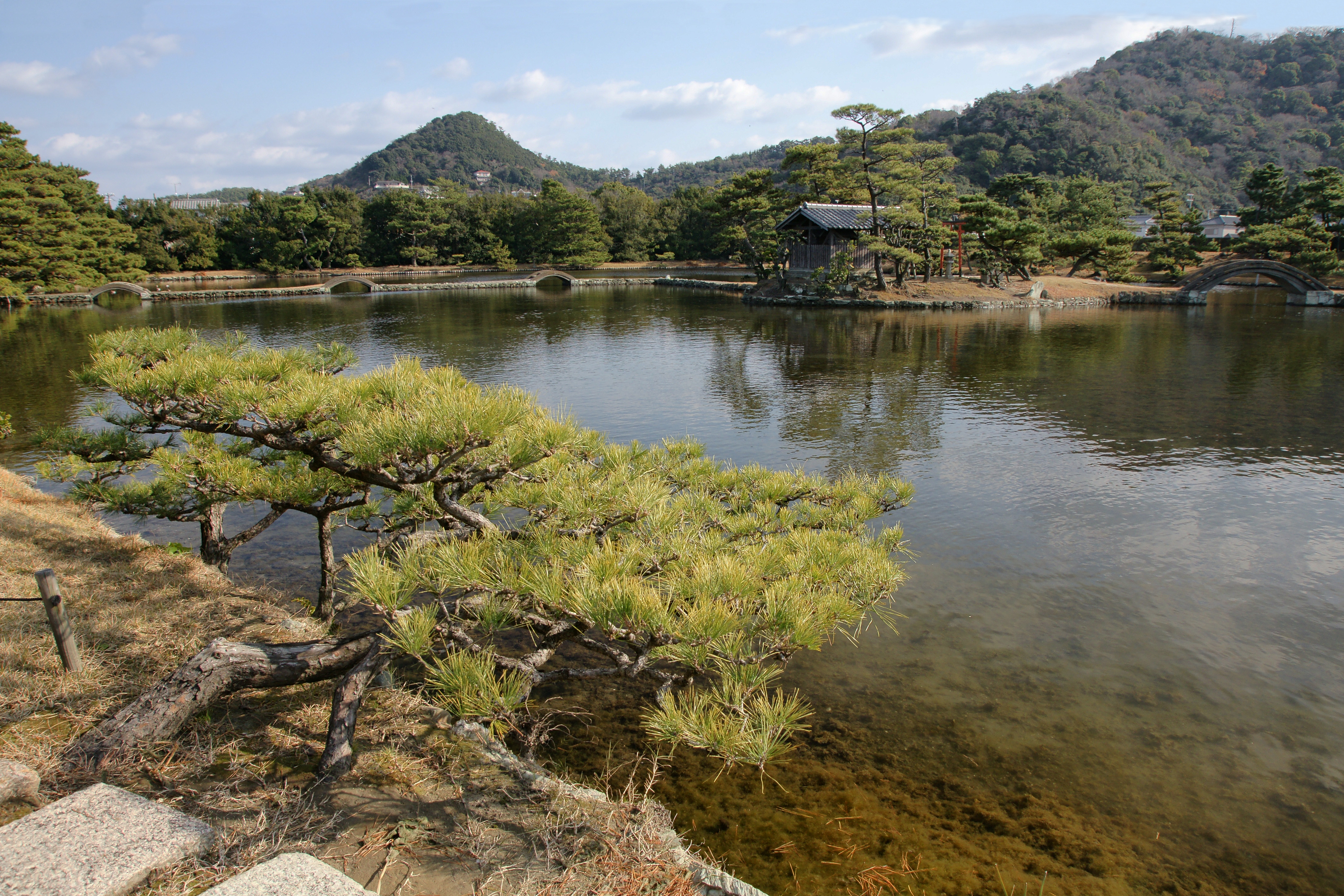
Im Hintergrund Tenjin-yama (93 m) und Takozushi-yama (151 m)[Anm 1] (借景, shakei)
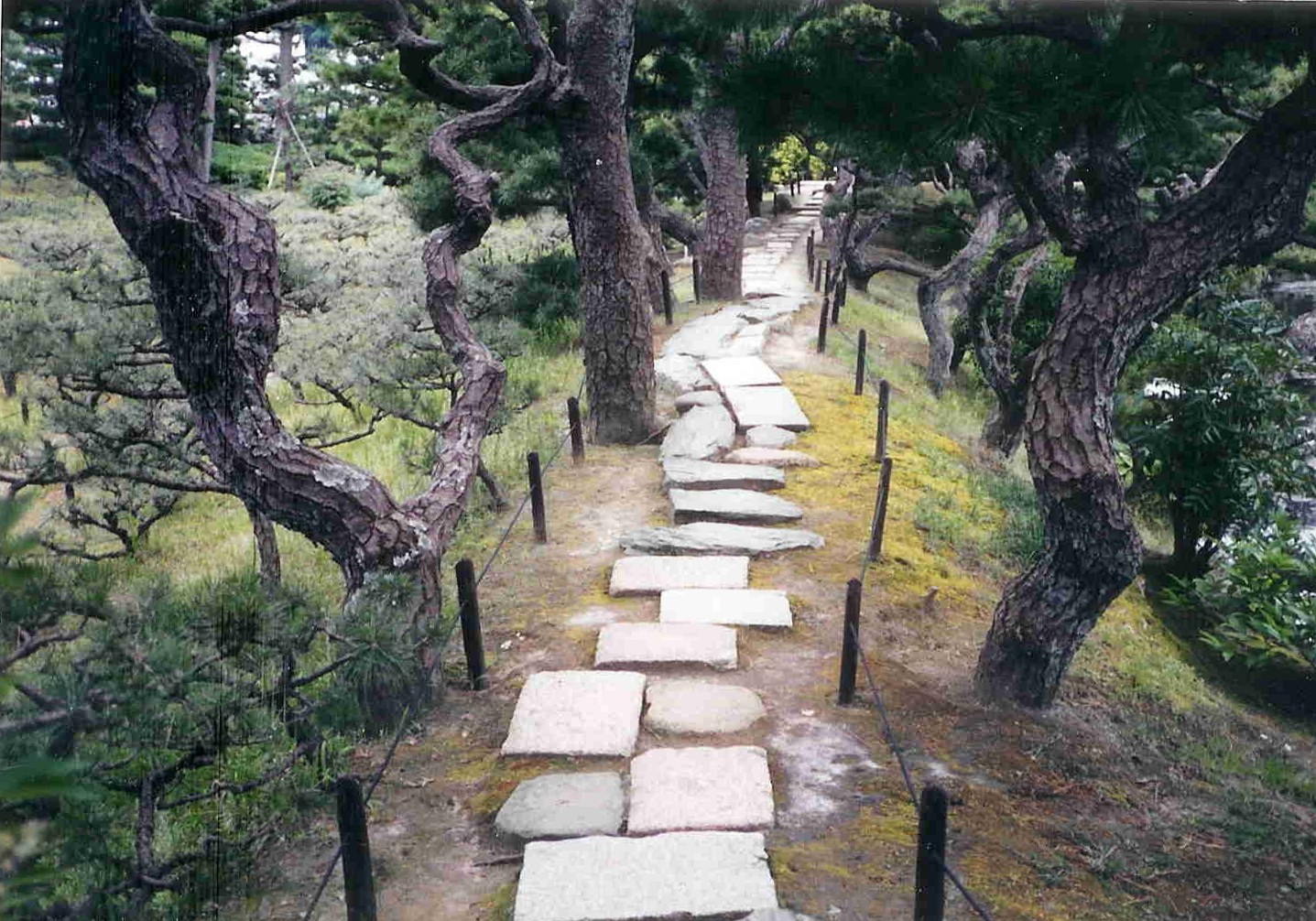
Weg im Park
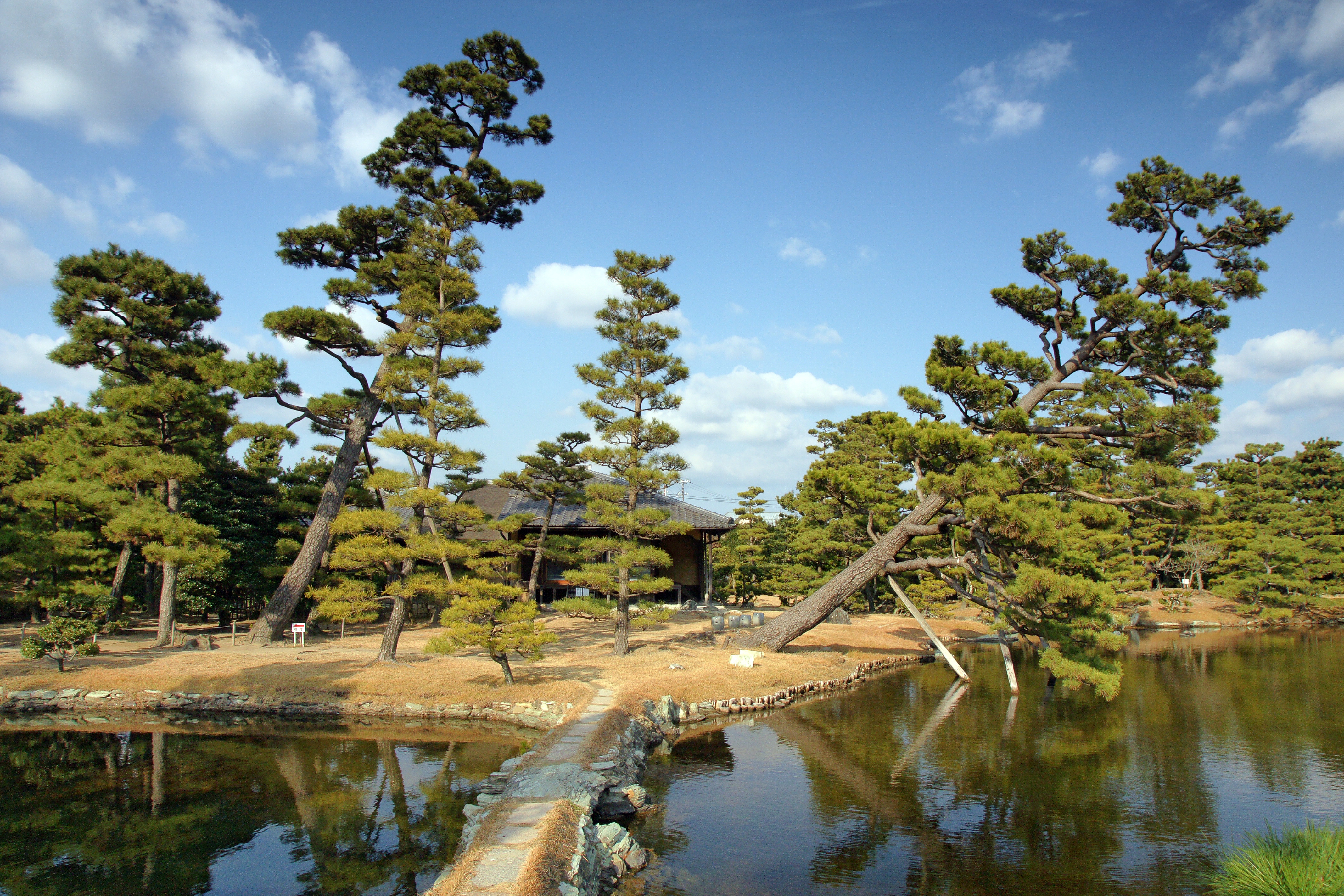
Yōsui-tei im Hintergrund
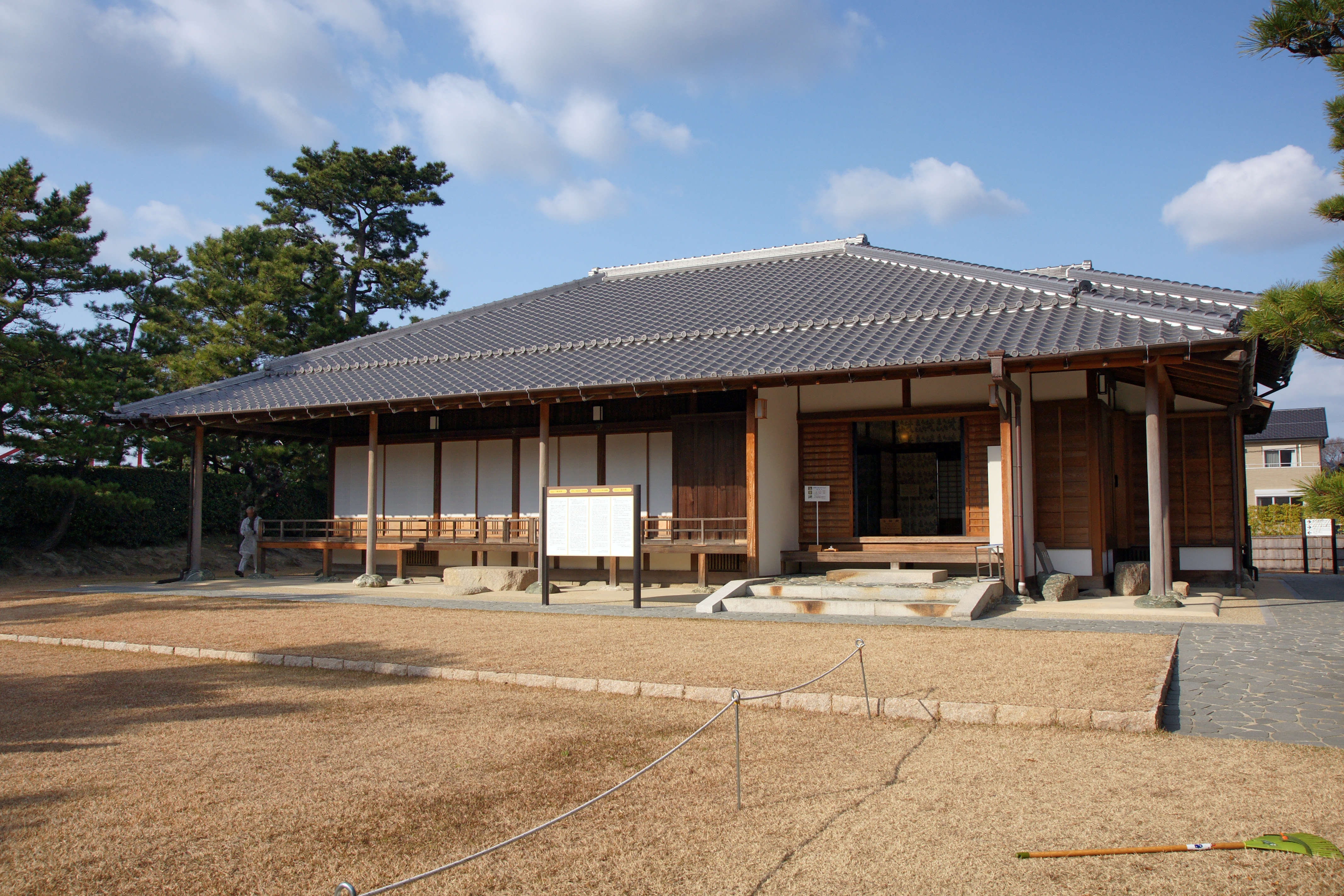
Minato Goten (湊御殿), 2008 in den Park versetzt